# Шульба-сутры
Шу́льба-су́тры (IAST: Śulbasūtras), шу́лба-су́тры или шу́лва-су́тры (IAST: Śulvasūtras) ("шульва" - "струна", "верёвка", санскр.) — это сутры, относящиеся к ритуалу шраута и содержащие данные геометрии по сооружению алтаря для жертвенного огня.
Эти сутры входят в состав ещё большего корпуса текстов, называемых шраута-сутры и считающихся дополнениями к Ведам (веданга). Шульба-сутры являются единственным источником по индийской математике эпохи Вед, ведь их содержание касается геометрических проектов и проблем, относящихся к прямолинейным фигурам, их комбинациям и трансформациям, квадратуре круга, а также алгебраических и арифметических решений данных проблем. Авторы этих сутр были знакомы и с дробями. Уникальные формы алтарей для жертвенного огня ассоциируются в них с уникальными дарами богов.
Сохранившиеся шульба-сутры принадлежат к различным школам «Яджурведы». Четыре главные шульба-сутры, которые наиболее значимы и в математическом отношении, это те, которые составлены Баудхаяной, Манавой, Апастамбой и Катьяяной, о которых мало что известно. Тексты этих сутр датируются — путём сравнения их грамматики и словаря с грамматикой и словарём Вед — периодом от 800 г. до н. э. до 200 г. н. э. (по другим данным, нижняя граница — 500 г. до н. э.) Старейшей является сутра, которая написана Баудхаяной, так как её датируют 800 г. до н. э. — 600 г. до н. э. Также считается, что данный текст был составлен в регионе Андхра.
Существуют разные точки зрения на возникновение геометрии, отражённой в шульба-сутрах, и геометрии вообще. Согласно теории ритуального происхождения геометрии, разные формы алтаря символизируют разные религиозные идеи, и необходимость управлять сооружением этих форм вызвала к жизни соответствующую область математики. Другая теория состоит в том, что мистические свойства чисел и геометрии считаются в духовном плане очень мощными, и именно это привело к их включению в состав религиозных текстов.

## Список шульба-сутр
Нижеследующие шульба-сутры существуют либо в печатном виде, либо в виде манускриптов:
1. Апастамба
2. Баудхаяна
3. Манава
4. Катьяяна
5. Майтраяния (в чем-то похожа на текст Манава-шульба-сутры)
6. Вараха (в виде манускрипта)
7. Ваджула (в виде манускрипта)
8. Хирантякеши-шульба-сутра (похожа на Апастамба-шульба-сутру)